# Ramires
Ramires Santos do Nascimento (Barra do Piraí, Rio de Janeiro, 1987. március 24. –) brazil labdarúgó, legutóbb a brazil Palmeiras játékosa volt.

## Pályafutása
2008 januárjában Ramires 5 évre szóló szerződést írt alá a Cruzeiro csapatnál. A brazil klub 300 000 dollárt fizetett a középpályás játékjogának 70 százalékáért, a maradék 30-at a Joinville megtartotta későbbi átigazolás esetére.
2009. május 21-én csatlakozott a portugál SL Benfica csapatához. 7,5 millió euróba került és öt évre kötelezte el magát. Kivásárlási összegként 30 millió eurót határoztak meg a brazil játékosért.
Bajnoki címet nyert a portugálokkal első szezonjában. 2010 nyarán a Chelsea FC 17 millió fontért leigazolta a több poszton bevethető középpályást. Klubszinten mindent megnyert a Chelsea-vel.
2012-ben a Bajnokok Ligáját és az FA-kupát nyerte meg a csapattal.
Ramires a BL-döntőben nem játszhatott sárgalapjai miatt, az elődöntőben a Barcelona elleni visszavágón azonban gyönyörű gólt emelt Víctor Valdés felett 0–2-es állásnál.
Az FA-kupa döntőben már játszott és gólt is szerzett.
A 2012–2013-as szezonban meglepetésre a Kékek számára nem sikerült kvalifikálniuk magukat a BL legjobb 16 csapata közé így az EL-ben folytatták Ramiresék.
A második számú európai kupasorozatban szépen menetelt a Kékek csapata.
Végül bejutottak az UEFA Európa Liga fináléjába ami nagyon különleges lehetett a brazil középpályás számára hiszen csapata a Chelsea Ramires volt klubjával, a Lisszaboni Sasokkal (Benfica) mérkőzött.
Ramires ezen a mérkőzésen jobbszélsőt játszott a Chelsea pedig 2–1-re nyert izgalmas mérkőzésen Fernando Torres és Branislav Ivanoviç goljával.
Az új idény előtt José Mourinho vette át a csapatot. A Chelsea zsinórban másodszor maradt alul az Európai Szuperkupában, ezúttal a Bayern ellen.
Noha 2-szer is vezetett a Londoni csapat Fernando Torres és Eden Hazard találatával, végül a Bőrnadrágosok büntetőkkel megnyerték a trófeát, ráadásul Ramires a 85. percben begyűjtötte 2. sárgalapját.

## Statisztika

### Klubcsapatokban
2024. december 5-i állapot szerint.
| Klub              | Szezon           | Bajnokság        | Bajnokság | Bajnokság | Kupa  | Kupa  | Ligakupa | Ligakupa | Nemzetközi | Nemzetközi | Egyéb | Egyéb | Összes | Összes |
| Klub              | Szezon           | Liga             | Mérk.     | Gólok     | Mérk. | Gólok | Mérk.    | Gólok    | Mérk.      | Gólok      | Mérk. | Gólok | Mérk.  | Gólok  |
| ----------------- | ---------------- | ---------------- | --------- | --------- | ----- | ----- | -------- | -------- | ---------- | ---------- | ----- | ----- | ------ | ------ |
| Joinville         | 2006             | Série C          | 14        | 3         | —     | —     | —        | —        | —          | —          | —     | —     | 14     | 3      |
| Cruzeiro          | 2007             | Série A          | 32        | 3         | —     | —     | —        | —        | 2          | 0          | —     | —     | 34     | 3      |
| Cruzeiro          | 2008             | Série A          | 25        | 6         | —     | —     | —        | —        | 10         | 5          | 12    | 2     | 47     | 13     |
| Cruzeiro          | 2009             | Série A          | 4         | 1         | —     | —     | —        | —        | 11         | 1          | 13    | 7     | 28     | 9      |
| Cruzeiro          | Összesen         | Összesen         | 61        | 10        | —     | —     | —        | —        | 23         | 6          | 25    | 9     | 109    | 25     |
| Benfica           | 2009–10          | Primeira Liga    | 26        | 4         | 0     | 0     | 4        | 1        | 12         | 0          | —     | —     | 42     | 5      |
| Chelsea           | 2010–11          | Premier League   | 29        | 2         | 3     | 0     | 1        | 0        | 8          | 0          | —     | —     | 41     | 2      |
| Chelsea           | 2011–12          | Premier League   | 30        | 5         | 6     | 4     | 1        | 0        | 10         | 3          | —     | —     | 47     | 12     |
| Chelsea           | 2012–13          | Premier League   | 35        | 5         | 6     | 2     | 4        | 1        | 14         | 1          | 3     | 0     | 62     | 9      |
| Chelsea           | 2013–14          | Premier League   | 30        | 1         | 3     | 0     | 2        | 1        | 10         | 2          | 1     | 0     | 46     | 4      |
| Chelsea           | 2014–15          | Premier League   | 23        | 2         | 2     | 1     | 3        | 0        | 6          | 1          | —     | —     | 34     | 4      |
| Chelsea           | 2015–16          | Premier League   | 12        | 2         | 1     | 0     | 2        | 1        | 5          | 0          | 1     | 0     | 21     | 3      |
| Chelsea           | Összesen         | Összesen         | 159       | 17        | 21    | 7     | 13       | 3        | 53         | 7          | 5     | 0     | 251    | 34     |
| Csiangszu Szuning | 2016             | Kínai Szuperliga | 26        | 4         | 4     | 1     | —        | —        | 5          | 0          | 1     | 0     | 36     | 5      |
| Csiangszu Szuning | 2017             | Kínai Szuperliga | 23        | 7         | 3     | 1     | —        | —        | 7          | 4          | 1     | 0     | 34     | 12     |
| Csiangszu Szuning | 2018             | Kínai Szuperliga | 0         | 0         | 1     | 0     | —        | —        | —          | —          | —     | —     | 1      | 0      |
| Csiangszu Szuning | 2019             | Kínai Szuperliga | 0         | 0         | 0     | 0     | —        | —        | —          | —          | —     | —     | 0      | 0      |
| Csiangszu Szuning | Összesen         | Összesen         | 49        | 11        | 8     | 2     | —        | —        | 12         | 4          | 2     | 0     | 71     | 17     |
| Palmeiras         | 2019             | Série A          | 6         | 0         | 0     | 0     | —        | —        | 0          | 0          | —     | —     | 6      | 0      |
| Palmeiras         | 2020             | Série A          | 16        | 0         | 3     | 0     | —        | —        | 7          | 0          | 11    | 1     | 37     | 1      |
| Palmeiras         | Összesen         | Összesen         | 22        | 0         | 3     | 0     | —        | —        | 7          | 0          | 11    | 1     | 43     | 1      |
| Karrier összesen  | Karrier összesen | Karrier összesen | 331       | 45        | 32    | 9     | 17       | 4        | 107        | 17         | 43    | 10    | 530    | 85     |

Jegyzetek
1. ↑  Magában foglalja a Portugál Kupában, Angol Kupában, Kínai Kupában és a Brazil Kupában való pályára lépéseit.
2. ↑  Magában foglalja a Portugál Ligakupában és az Angol Ligakupában való pályára lépéseit.
3. ↑  Mérkőzése(i) a Copa Sudamericanaban
4. 1 2 3  Mérkőzése(i) a Copa Libertadoresben
5. 1 2  Mérkőzése(i) a Campeonato Mineiroban
6. ↑  Mérkőzése(i) az Európa Ligában
7. 1 2 3 4 5  Mérkőzése(i) a Bajnokok Ligájában
8. ↑  Mérkőzése(i) a Bajnokok Ligájában: (hat mérkőzés; egy gól) és az Európa Ligában (nyolc mérkőzés)
9. ↑  Mérkőzése(i) az Angol Szuperkupában: (egy mérkőzés), az UEFA-szuperkupában (egy mérkőzés) és a FIFA-klubvilágbajnokságon (egy mérkőzés)
10. ↑  Mérkőzése(i) az UEFA-szuperkupában
11. ↑  Mérkőzése(i) az Angol Szuperkupában
12. 1 2  Mérkőzése(i) az AFC-bajnokok ligájában
13. 1 2  Mérkőzése(i) a Kínai Szuperkupában
14. ↑  Mérkőzése(i) a Campeonato Paulistaban

### A válogatottban
| Brazília | Brazília | Brazília |
| Év       | Mérk.    | Gólok    |
| -------- | -------- | -------- |
| 2009     | 10       | 0        |
| 2010     | 10       | 2        |
| 2011     | 7        | 0        |
| 2012     | 6        | 1        |
| 2013     | 8        | 1        |
| 2014     | 11       | 0        |
| Összesen | 52       | 4        |

#### Góljai a brazil válogatottban
megjegyzés Az eredmények a brazil válogatott szemszögéből értendők.
| #  | Dátum                | Ellenfél   | Eredmény | Kiírás              | Esemény     |
| -- | -------------------- | ---------- | -------- | ------------------- | ----------- |
| 1. | 2010. június 7.      | Tanzánia   | 5 – 1    | Barátságos mérkőzés | 49' 53' 90' |
| 2. | 2012. szeptember 10. | Kína       | 8 – 0    | Barátságos mérkőzés | 23' 62'     |
| 3. | 2013. szeptember 7.  | Ausztrália | 6 – 0    | Barátságos mérkőzés | 58'         |

## Sikerei, díjai

### Klubcsapatokban
Cruzeiro
- Campeonato Mineiro: 2008, 2009

 Joinville
- Campeonato Catarinense: 2005, 2006

 Benfica
- Portugál bajnok: 2009–10
- Portugál ligakupa-győztes: 2009–10

 Chelsea
- Angol bajnok: 2014–15
- Angol bajnoki-ezüstérmes: 2010–11
- FA-kupa-győztes: 2012
- Angol szuperkupa-döntős: 2012
- Bajnokok Ligája-győztes: 2012
- Angol ligakupa-győztes: 2015
- Európa-liga-győztes: 2013

 Palmeiras
- Brazil kupagyőztes: 2020
- Campeonato Paulista-győztes: 2020
- Copa Libertadores-győztes: 2020

### A válogatottban
Brazília
- Olimpiai-bronzérmes: 2008
- Konföderációs kupa-győztes: 2009

### Fordítás
- Ez a szócikk részben vagy egészben  a   Ramires című angol Wikipédia-szócikk fordításán alapul.  Az eredeti cikk szerkesztőit annak laptörténete sorolja fel. Ez a jelzés csupán a megfogalmazás eredetét és a szerzői jogokat jelzi, nem szolgál a cikkben szereplő információk forrásmegjelöléseként.

## További információ(k)

#### Közösségi platformok
- Ramires a Facebookon
- Ramires az Instagramon

#### Egyéb weboldalak
- Adatlapja az SL Benfica hivatalos honlapján. Archiválva 2010. január 1-i dátummal a Wayback Machine-ben
- Ramires adatlapja a Transfermarkt oldalán (angolul)
- Ramires adatlapja a Soccerway oldalon (angolul)
- Ramires adatlapja a National Football Teams oldalán (angolul)
- Ramires adatlapja a Premier League oldalán (angolul)
- Ramires pályafutásának statisztikái a Soccerbase oldalon (angolul)

- Ramires – a FIFA adatbázisában (angolul)